# Хаки Демоли
Хаки Демоли (алб. Haki Demolli; Приштина, 17. фебруар 1963) албански је политичар, правник и професор са Косова и Метохије. Обављао је неколико политичких функција у склопу Републике Косово. Бивши је припадник Ослободилачке војске Косова.

## Биографија
Рођен је 17. фебруара 1963. у албанској породици у Приштини, у тадашњој Социјалистичкој Републици Србији. Године 1985. дипломирао је право на Универзитету у Приштини. Године 1978. почео је да предаје наставу на Универзитету у Приштини. Између 1986. и 1987. радио је у Окружном суду у Приштини.
Учествовао је у рату на Косову и Метохији на страни Ослободилачке војске Косова. Од септембра 1999. до априла 2003. држао је предавања у Школи полицијске службе Косова (данас Центар за образовање и развој јавне безбедности Косова) у Вучитрну. Између 2000. и 2008. био је потпредседник Фудбалског савеза Републике Косово. Од маја 2003. до 2010. био је директор невладине организације под називом Правни центар Косова.